# Jean Tirole
Jean Tirole (sinh ngày 09 Tháng 8 1953) là một giáo sư kinh tế của Pháp. Ông làm việc về tổ chức công nghiệp, lý thuyết trò chơi, ngân hàng và tài chính cũng như kinh tế và tâm lý học.
Jean Tirole được trao giải tưởng niệm Nobel về khoa học kinh tế năm 2014 cho những phân tích của ông về "sức mạnh thị trường và cách điều chỉnh trong độc quyền tự nhiên và độc quyền nhóm".

## Giáo dục
Tirole nhận bằng kỹ sư từ École Polytechnique ở Paris vào năm 1976, và từ École Nationale des Ponts et Chaussées vào năm 1978. Sau đó ông tốt nghiệp trường ưu tú Corps of Bridges, Waters and Forests. Tirole đã nghiên cứu tại Đại học Paris Dauphine và đã được bằng thạc sĩ vào năm 1976 và tiến sĩ toán học trong năm 1978. Năm 1981, ông nhận được bằng tiến sĩ của Viện Công nghệ Massachusetts (MIT)cho luận án của mình có tựa đề bài tiểu luận về lý thuyết kinh tế, dưới sự giám sát của Eric Maskin.

## Sự nghiệp
Tirole là Chủ tịch hội đồng quản trị của tổ chức tài trợ Jean-Jacques LAFFONT tại Trường Kinh tế Toulouse, Giám đốc khoa học của Viện Kinh tế công nghiệp (Idei) tại Toulouse và thành viên sáng lập của Viện nghiên cứu cao cấp tại Toulouse (IAST). Sau khi nhận bằng tiến sĩ từ MIT vào năm 1981, ông làm việc như một nhà nghiên cứu tại l'École Nationale des Ponts et Chaussées cho đến năm 1984. Từ 1984-1991 ông làm việc như một giáo sư kinh tế tại MIT.
Từ năm 1994 đến 1996, ông là một giáo sư kinh tế tại École Polytechnique. Tirole đã tham gia với Jean-Jacques LAFFONT trong dự án tạo ra một trường kinh tế mới ở Toulouse. Ông là kỹ sư trưởng của Corps of Bridges, Waters and Forests, ngoài ra là Chủ tịch Hội đồng Quản trị của Trường Kinh tế Toulouse và Giáo sư thỉnh giảng tại MIT và École des Hautes Études en khoa học sociales.
Ông là chủ tịch của Hội Kinh tế lượng vào năm 1998 và của Hiệp hội Kinh tế châu Âu vào năm 2001. Ông cũng là một thành viên của "Académie des Sciences Politiques et Morales" từ năm 2011.

## Giải thưởng
Jean Tirole đã nhận được tiến sĩ danh dự của Đại học Free University của Brussels vào năm 1989, Trường Kinh doanh London và Đại học Montreal vào năm 2007, Đại học Mannheim vào năm 2011, Đại học Athens Kinh tế và Đại học Rome Tor Vergata trong năm 2012, cũng như của University of Lausanne 2013.
Tirole cũng được giải BBVA Foundation Frontiers of Knowledge đầu tiên về thể loại Kinh tế, Tài chính và Quản lý trong năm 2008, giải Public Utility Research Center Distinguished Service của (Đại học Florida) vào năm 1997, và giải thưởng Jahnsson Yrjö của tổ chức bảo trợ Yrjö Jahnsson và Hiệp hội kinh tế châu Âu trong năm 1993. Ông là thành viên ngoại quốc danh dự của Viện Hàn lâm Nghệ thuật và Khoa học Hoa Kỳ (1993) và của Hiệp hội kinh tế Mỹ (1993). Ông cũng là thành viên của Sloan Fellow từ 1985 và Guggenheim Fellow 1988.
Ông là một thành viên của Hiệp hội kinh tế lượng vào năm 1986 và một lý thuyết kinh tế viên của Society for the Advancement of Economic Theory trong năm 2011. Năm 2007, ông đã được trao giải thưởng cao nhất (huy chương vàng hoặc médaille d'or) của CNRS của Pháp. Năm 2008, ông đã nhận được Prix du Cercle d'Oc; trong năm 2009, ông đã nhận được giải thưởng về những đóng góp xuất sắc cho nghề nghiệp của Hiệp hội Quốc tế Kinh tế năng lượng; trong năm 2010, ông được giải thưởng của the Chicago Mercantile Exchange – Mathematical Sciences Research Institute (CME-MSRI) về những đổi mới sáng tạo trong định lượng Tài chính, giải thưởng the Tjalling Koopmans Asset (Đại học Tilburg, và "Prix Claude Levi-Strauss". Tirole là một trong số các nhà kinh tế gây nhiều ảnh hưởng nhất trên thế giới theo IDEAS / RePEc.
Bên cạnh nhiều giải thưởng đặc thù về khoa học, ông là người nhận huy chương vàng của thành phố Toulouse năm 2007; Chevalier de la Legion d'Honneur (2007), Officier dans l'Sort Quốc du Merite (2010).

### Giải Nobel về Khoa học Kinh tế năm 2014
Jean Tirole được trao giải Nobel về Khoa học Kinh tế năm 2014 cho phân tích của ông về sức mạnh và điều chỉnh thị trường.
Bối cảnh những nghiên cứu của Jean Tirole là việc tư hữu hoá và tự do hóa thị trường vào thập niên 1970: Khắp mọi nơi trên thế giới các quốc gia bắt đầu mở những thị trường của mình như truyền thông, bưu điện, việc cung cấp nhiện liệu, hệ thống giao thông xe lửa và hàng không. Nhiều nước cho phép bên cạnh các doanh nghiệp nhà nước cũ, các doanh nghiệp tư nhân hoạt động. Ngoài ra nhà nước còn bán đi các doanh nghiệp độc quyền cũ, nói cách khác tư hữu hóa. Nếu các hoạch định thành công, các giá cả giảm đi rất nhiều. Để việc tư hữu hóa trôi chảy, người ta phải quản lý các doanh nghiệp độc quyền cũ. Jean Tirole bắt đầu nghiêu cứu để điều chỉnh quyền lực của doanh nghiệp này, chẳng hạn kiểm soát việc tăng giá cả. Các doanh nghiệp độc quyền này chỉ được phép kiếm lời tới một mức nào đó. Bởi vì nếu họ được tự do đòi giá cao, họ có thể kiếm được nhiều tiền lời, trả lương cao cho nhau, mà không phải bỏ công sức để đưa ra những sáng kiến mới, đầu tư và giảm giá cả.
Hiện thời cũng có nhiều doanh nghiệp độc quyền tự nhiên như Microsoft vì sự tốn kém quá cao để làm ra một hệ điều hành mới có thể cạnh tranh với Windows. Hoặc như công cụ tìm kiếm Google và Mạng xã hội Facebook đưa tới những câu hỏi mới.

## Tư tưởng
Ông cổ vũ tự do dân chủ, giảm thiểu quyền lực của độc quyền.

## Sách do ông viết
- Dynamic Models of Oligopoly (with D. Fudenberg), 1986.
- The Theory of Industrial Organization, MIT Press. (1988) Description Lưu trữ ngày 15 tháng 3 năm 2010 tại Wayback Machine and chapter-preview links.
- Game Theory (with D. Fudenberg), MIT Press, 1991 .
- A Theory of Incentives in Regulation and Procurement (with J.-J. Laffont), MIT Press,1993. Description Lưu trữ ngày 10 tháng 10 năm 2012 tại Wayback Machine & chapter- preview links.
- The Prudential Regulation of Banks (with M. Dewatripont), MIT Press,1994.
- Competition in Telecommunications, MIT Press, 1999 .
- Financial Crises, Liquidity and the International Monetary System, Princeton University Press, 2002 .
- The Theory of Corporate Finance, Princeton University Press, 2005. Description. Association of American Publishers 2006 Award for Excellence.
- Balancing the Banks (with Mahttp://press.princeton.edu/thias Dewatripont, and Jean-Charles Rochet), Princeton University Press, 2010 .
- Inside and Outside Liquidity (with Bengt Holmström), MIT Press, 2011 .
- Économie du bien commun, Presses Universitaires de France, 2016  Lưu trữ ngày 26 tháng 7 năm 2018 tại Wayback Machine.